# Krošnja
Krošnja je onaj dio stabla na kojem rastu iglice ili lišće. Nalazi se između prvih "pravih" grana i vrha stabla. U lišću krošnje, koja čini najteži dio stabla, odvija se fotosinteza koja stablo snabdijeva hranom.
Krošnje su svuda vrlo važni dijelovi životnog okoliša. Tako pticama služe kao mjesto za gnijezda, a vjevericama su izvor hrane. Krošnje stabala u uvijek zelenim kišnim šumama redovno nastanjuju tisuće živih organizama. Gusto obrasle krošnje drveća u ovim šumama propuštaju vrlo malo svjetla na tlo i na biljke nižeg rasta, tako da se umjesto na tlu, u ovim ekosistemima život "preselio" u krošnje stabala.